# Крамерс, Йоханнес Хендрик
Йоханнес Хендрик Крамерс (нидерл. Johannes Hendrik Kramers, 26 февраля 1891, Роттердам — 17 декабря 1951, Угстгест) — нидерландский педагог, историк-востоковед (османист), исламовед, географ, правовед, крупный знаток исламского права. Ординарный профессор Лейденского университета. Один из главных авторов первого издания фундаментальной «Энциклопедии ислама» и один из редакторов первого тома её второго издания. Один из главных редакторов (наряду с Арентом Яном Венсинком) малой «Энциклопедии ислама», так называемого «Исламского энциклопедического словаря» (нем. Handwörterbuch des Islam) 1941 года и его англоязычной версии (совместно с Гамильтоном Гиббом).

## Биография
Йоханнес Хендрик Крамерс родился 26 февраля 1891 года в Роттердаме, Нидерланды в семье врача. Первоначально Йоханнес посещал знаменитую в городе Gymnasium Erasmianum, одну из самых престижных гимназий в стране. Здесь он обучался у поэта Яна Леопольда, который однажды вручил Йоханнесу рукопись «Oostersche schetsen» (с нидерл. — «Восточные эскизы/зарисовки») арабиста Герлофа ван Влотена, что вызвало «пробуждение его интереса к Ближнему Востоку». 26 февраля 1891 года Крамерс стал студентом Лейденской академии, где способного юношу заметил Христиан Снук-Хюргронье, один из известнейших исламоведов Нидерландов, и убедил поступить на факультет юриспруденции для изучения исламского права вместо арабистики, как изначально планировал Крамерс. Под его руководством Йоханнес активно изучал исламскую историю и исламское право, а в 1914 году защитил диссертацию на тему «De strafrechtsspraak over de Nederlanders in Turkije» (с нидерл. — «Уголовное правосудие для голландцев в Турции»). Тогда же началась Первая мировая война, и по рекомендации своего учителя владеющий турецким и персидским языками учёный устроился драгоманом в посольство Нидерландов в Константинополе, где, увидев умирающую Османскую империю, заинтересовался историей страны и решил связать свою жизнь с её изучением. Христиан тем временем готовил доклад о политических событиях в Османской империи и о возможности расцвета панисламизма.
22 февраля 1922 года Йоханнес устроился в Лейденский университет на должность лектора персидского и турецкого языков. Здесь он окончательно отказался от карьеры дипломата и до конца жизни занимался правом и историей Османской Турции. Первым его трудом стала книга «Over de geschiedschrijving bij de Osmanse Türken» (с нидерл. — «Об историографии османских тюрок»), которую немецкий османист Франц Бабингер назвал «превосходным трудом», а самого Йоханнеса описал как человека, отлично себя показавшего как знаток османской историографии. Данная работа стала «инаугурационной речью» Крамерса как преподавателя. Первоначально он преподавал лишь языки, персидский и турецкий, и с ними же были связаны его научные исследования, которые были не едиными полноценными работами, а «описательными исследованиями тех или иных проблем». В 1925 году Йоханнеса избрали в комитет по расследованию пограничных споров между Турцией и Ираком, и он отправился на место для изучения перипетий взаимоотношений между странами. За короткое время учёный освоил несколько диалектов курдского языка, что крайне пригодилось делегации Лиги Наций. Тогда же он опубликовал в журнале Acta Orientalia несколько статей по османистике на немецком, французском и английском языках, а его отчёт о миссии хранится в библиотеке Международного института социальной истории в Амстердаме. По окончании миссии Крамерс путешествовал по Сирии, Палестине и Египту. Тогда же он участвовал в проекте по редактированию коллекции ранних арабских карт Африки и Египта, «Monumenta cartographica Africae et Aegypti», при финансовой поддержке принца Юсуфа Камаля и при участии Фредерика Каспара Видера, библиотекаря университетской библиотеки Лейденского университета, тесно связанного с E.J. Brill.
В 1931 году Йоханнес председательствовал на проведённой в Лейденской академии международной востоковедческой конференции. На ней был выработан набор правил для обозначения состояния эпиграфического или папирологического текста в современном издании. Данная система получила название Лейденской и позже стала стандартной
Дальнейшие исследования Йоханнеса касались географии исламского мира. Он написал несколько трактатов и начал, но так и не успел закончить перевод работы Ибн Хаукаля. По словам Бабингера, именно с именем Крамерса связано возрождение интереса к исламской географии, которая со времён смерти де Гуе «лежала в руинах». Одной из наиболее значительных его работ по теме стала статья «Djughrâfiyya» в первом издании «Энциклопедии ислама». В дальнейшем Крамерс начал более плотное изучение арабского языка и именно в этой сфере 28 декабря 1939 года стал ординарным профессором Лейденской академии, сменив незадолго до этого умершего А. Я. Венсинка. Ранее он часто заменял его и вместе со своими коллегами-ориенталистами Юдой Палашем и Корнелисом ван Арендонком работал над арабскими рукописями и работами по арабскому языку. По этой теме Йоханнес написал книги «De taal van de Koran» (Лейден, 1940) и стал редактором сборника «De Semitische Talen» (Лейден, 1949). Кроме того Крамерс изучал историю движения провозгласившего себя пророком Мани. Но при этом, по словам Бабингера, его любимой темой всё равно была история Турции и Османской империи. По данной теме Крамерс написал множество статей, в том числе обширные работы в первом издании «Энциклопедии ислама». В 1941 году вышла его совместная с А. Я. Венсиком работа «Handwörterbuch des Islam», малое издание «Энциклопедии ислама». В 1961 году, через десять лет после смерти учёного, вышла её англоязычная версия.
В 1942 году Йоханнес подал в отставку с поста профессора в знак протеста против антиеврейской политики нацистов в Нидерландах. После освобождения страны от оккупации он вновь занял свой пост и даже был принят на работу в качестве одного из главных редакторов первого тома второго издания «Энциклопедии ислама». Но с 1947 года он страдал от болей в сердце и 17 декабря 1952 года скончался от сердечного приступа. Его здоровье окончательно подкосила Вторая мировая война, особенно то тяжелое бремя, что выпало в ходе неё на Нидерланды. В 1954—1956 годах коллеги опубликовали двухтомный сборник статей учёного на французском, нидерландском, английском и немецком языках, а в том же 1956 году — первый в истории не сокращённый перевод Корана на нидерландский язык. В нём Крамерс старался как можно точнее передать характер арабского языка и соблюсти торжественный, сакральный характер текста, из-за чего в книге имеются несколько специфических конструкций, делающих некоторые моменты непонятными для широких масс. В остальном Крамерс смог уделить слишком мало внимания толкованию Корана в том виде, в котором оно практиковалось исламскими учеными, и его понимание ряда стихов не совсем верно. Поэтому за его переводом последовали другие: адаптация его текста Асадом Джабером и Хансом Янсеном (1992) и совершенно новая версия от исламоведа из Гронингена Фреда Лимхуиса (1989), который не только выбрал стиль и тон, рассчитанные на широкую аудиторию, но и включил в свою интерпретацию мнения современных себе исламских ученых.

## Оценки
По словам немецкого тюрколога Франца Бабингера, со смертью учёного «затихло последнее эхо счастливого и великого периода востоковедения в Нидерландах».

## Семья
У Крамерса был младший брат Хендрик Антони Крамерс, физик-теоретик, ученик Нильса Бора и сын того же имени, родившийся в Константинополе в 1917 году, специалист по гидроаэродинамике, профессор Делфтского технического университета и всё того же Лейденского университета. Иностранный член-корреспондент Национальной инженерной академии США.